# Rhachisphora madhucae
Rhachisphora madhucae là một loài côn trùng cánh nửa trong họ Aleyrodidae, phân họ Aleyrodinae.
Rhachisphora madhucae được Jesudasan & David miêu tả khoa học đầu tiên năm 1991.